# Goudelancourt-lès-Berrieux
Goudelancourt-lès-Berrieux település Franciaországban, Aisne megyében. Lakosainak száma 62 fő (2022. január 1.). Goudelancourt-lès-Berrieux Amifontaine, Berrieux, Juvincourt-et-Damary, Saint-Erme-Outre-et-Ramecourt és Saint-Thomas községekkel határos.

## Népesség
A település népességének változása:
| Lakosok száma | 64   | 55   | 65   | 72   | 52   | 53   | 57   | 56   | 56   | 62   |
|               | 1968 | 1982 | 1990 | 2006 | 2013 | 2015 | 2017 | 2019 | 2020 | 2022 |